# Kalendarium historii Węgorzewa

Herb Węgorzewa

Kalendarium historii Węgorzewa

## Kalendarium

### Czasy przedkrzyżackie
- XIII tysiąclecie p.n.e. – pierwsze ślady działalności człowieka
- ok. 500 p.n.e. – na teren późniejszej ziemi węgorzewskiej przybyły plemiona zachodniobałtyjskie
- I–III wiek n.e. – uformowanie się plemienia Galindów
- 1260–1283 – teren został opanowany przez Krzyżaków (wzmiankowany w wielu źródłach historycznych gród Angetete, który został zdobyty przez Krzyżaków w 1256 roku, leżał na terenie Natangii[1]

### Pod panowaniem zakonu krzyżackiego
- 1312 – Krzyżacy zbudowali drewniany zamek i nazwali go Angerburg[2], w zamku powstała kaplica św. Katarzyny
- 1335 – powstała osada przyzamkowa[3]
- między 1335 a 1341 - na zamku Dietrich von Altenburg ustalił granicę między okręgami prokuratorskimi w Angerburgu i Leczenburgu[4] (prokurator węgoborski był jednoczneśnie rybiczym komturii królewieckiej)
- 20 października 1340 – w zamku biskup warmiński Herman z Pragi i biskup sambijski Jan dokonali rozgraniczenia swoich diecezji[5].
- 1341 – nadanie przywileju osadniczego przez Dietricha von Altenburga
- 1365 – Litwini pod dowództwem Kiejstuta spalili zamek (odbudowany w 1366) i osadę
- 1397 - zniszczenie zamku przez pogan

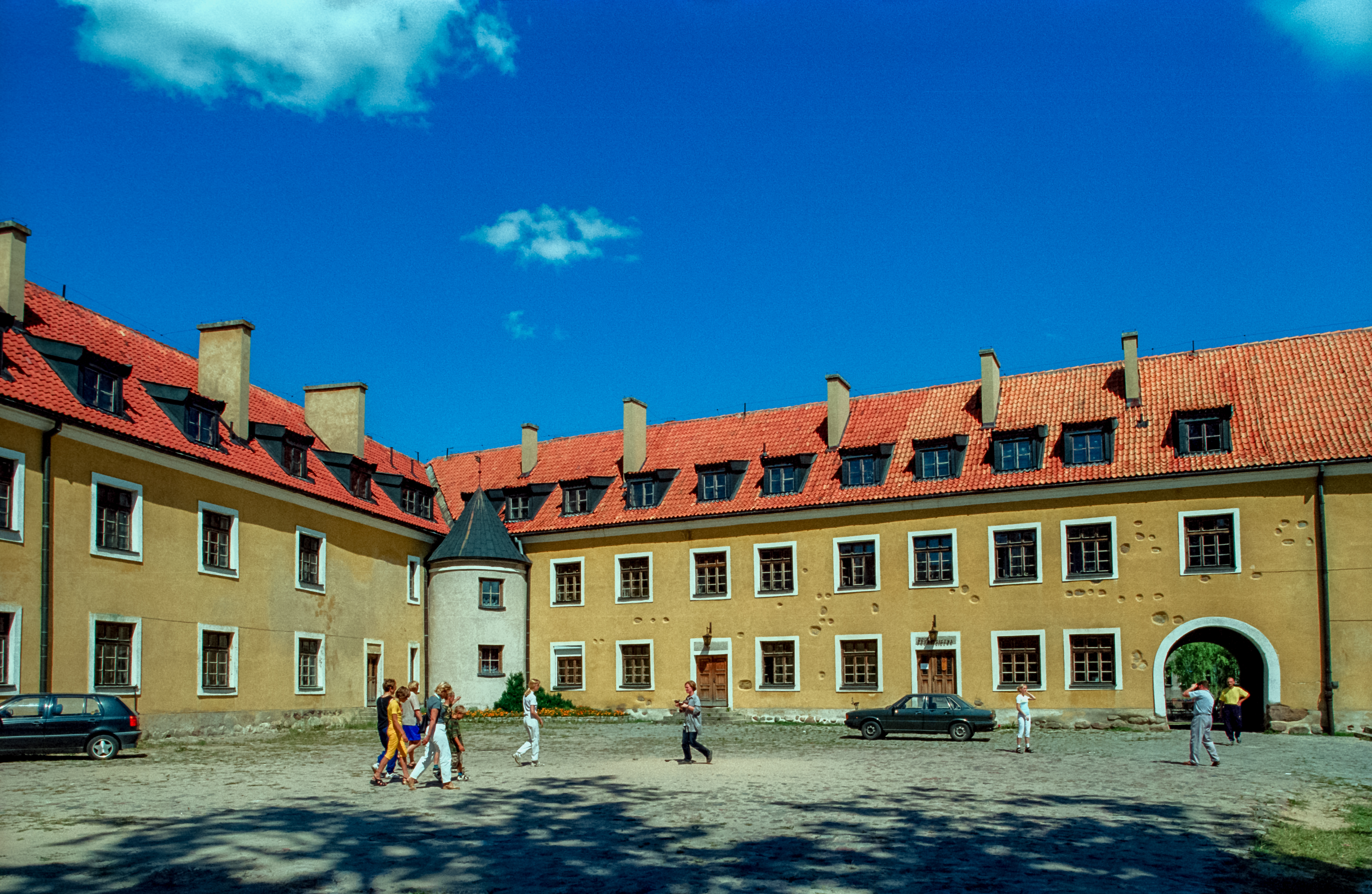
Dziedziniec zamkowy współcześnie

- 1398 – Krzyżacy zbudowali murowany zamek około 2 km od jeziora, który został siedzibą prokuratora (stoi tu do dziś)
- 1398 – powstała osada rzemieślnicza przy zamku, lokowana w 1399 roku pod nazwą Angeraw
- 1412 – Angeraw otrzymuje prawa miejskie - miasto otrzymało nazwę Angerburg
- 1450 – część rady miejskiej i ławników z Angerburga składa hołd wielkiemu mistrzowi krzyżackiemu Ludwigowi von Erlichshausenowi w Gierdawach[6]
- 1454–1466 – wojna trzynastoletnia – wskutek wojny miejscowość podupadła, prawdopodobnie wtedy pierwszy kościół został zniszczony[7]

### Pod polskim zwierzchnictwem
- 1466 – w wyniku postanowień II pokoju toruńskiego tereny dzisiejszego Węgorzewa przeszły pod polskie zwierzchnictwo
- 1467 lub 1468 – w wyniku działań wojny trzynastoletniej, zbyt małej liczby osadników oraz braku odpowiedniej liczby wsi służebnych, lokacja miasta nie powiodła się - Angerburg został przekształcony w targową osadę zagrodniczą[a]
- 1469 – namiestnik Henryk Reuss von Plauen zastawił zamek wraz z przynależnymi wsiami na rzecz braci Anzelma i Jana von Tetau (do 1478–1482)
- między 1470 a 1479 – około 800 m od zamku powstała osada o nazwie Nowa Wieś (inaczej Geratowa Wola)
- 1479 – w Nowej Wsi została wybudowana kaplica
- 1491 – za sprawą biskupa warmińskiego Łukasza Watzenrodego w Nowej Wsi zostaje wybudowany kościół (należący do parafii w Węgielsztynie)[8][b]
- 1508 – na zamku przebywało jedynie 9 osób — bracia zakonni i ich służba[9]
- 1508–1520 – Przynależność zamku do rodów von Canitz i von Schlieben[10]
- 1514 – Nowa Wieś otrzymała przywilej lokacyjny
- 1520 – ostatni wielki mistrz Albrecht von Hohenzollern ponownie zastawił zamek Krzysztofowi Schenk zu Tautenburg
- 1525 – sekularyzacja państwa zakonu krzyżackiego – w miejsce prokuratorii utworzono starostwo węgoborskie
- 1528 – wybudowano drewniany kościół (już protestancki)
- 1570 – powstała szkoła łacińska

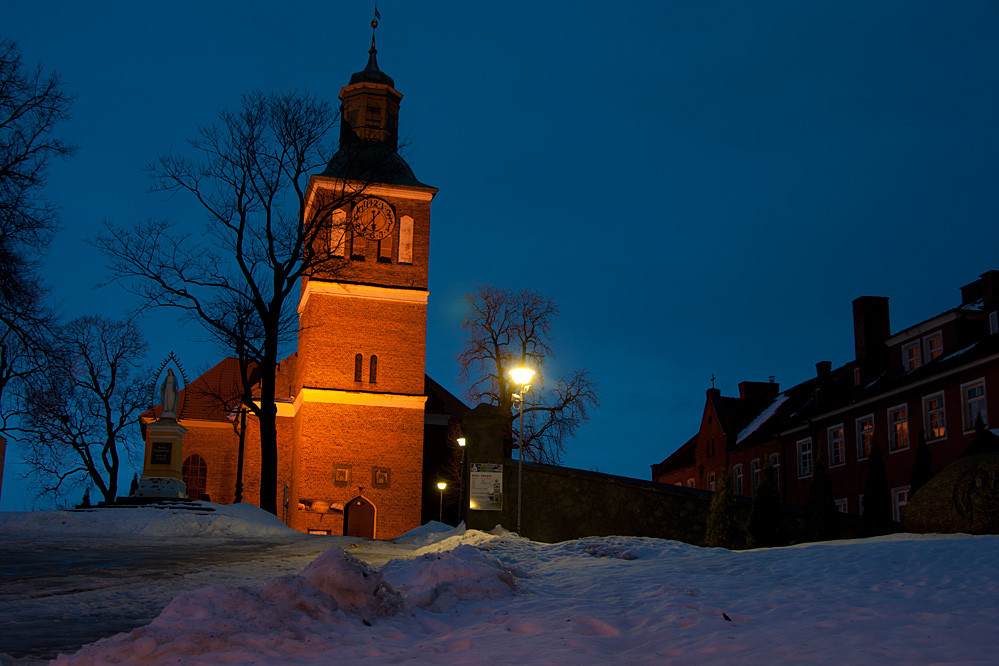
Kościół Świętych Piotra i Pawła z l. 1605-11

- 4 kwietnia 1571 – Albrecht Fryderyk Hohenzollern nadał Nowej Wsi prawa miejskie, herb i pieczęć – otrzymała ona nazwę Angerburg od zamku, choć zamek z targową osadą zagrodniczą nie należał do miasta (osada otrzymała nazwę Wola - Freyheit, Schloβfreyheit, Churfürstliche)
- 1588 – na rynku wybudowano okazały ratusz z wieżą i zegarem
- 1600 – przekopano Kanał Młyński
- 1608 – pożar miasta – spłonął m.in. ratusz i kościół z 1528 roku
- 1611 – ukończenie budowy nowego, murowanego kościoła na wzgórzu – otrzymał wezwanie św. ap. Piotra i Pawła
- 15 października 1656 – Tatarzy splądrowali Angerburg
- 1657 – na mocy traktatów welawsko-bydgoskich Polska straciła zwierzchnictwo nad Prusami Książęcymi

### W Prusach

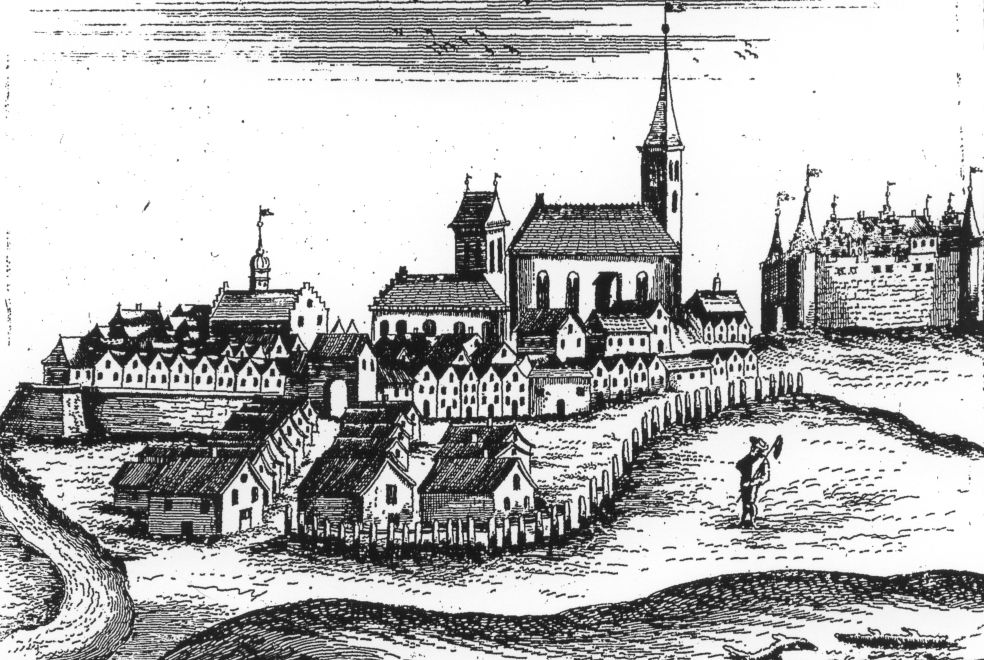
Węgorzewo ok. 1684

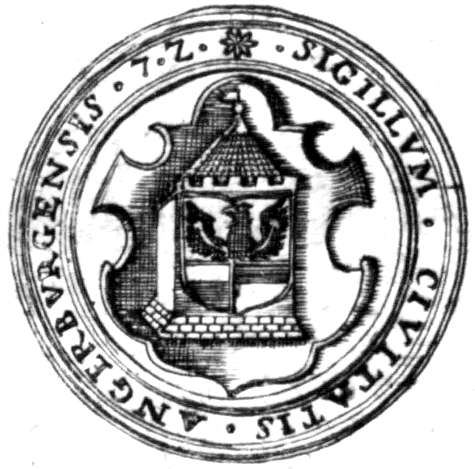
Większa pieczęć Węgorzewa z XVIII w.

- 1705 – proboszczem parafii został Jerzy Andrzej Helwing
- 1706 – do miasta włączono Wolę (osadę przy zamku)
- 1709–1710 – epidemia dżumy – zmarło 1111 osób
- 1718–1741 – okrutne rządy starosty gen. Hansa Henryka von Katte
- 1718 – w Angerburgu lokował się pierwszy oddział wojsk (9 Pułk Kirasjerów)
- 1729 – wyznaczono Nowy Rynek
- 1729 – kościół został rozbudowany o pseudotransept z cegieł pozyskanych z rozebranego kościoła z 1491 roku
- 1730–1733 – ulice zostały wyposażone w latarnie
- 1734 i 1736 – na zamku w Węgorzewie gościem był Stanisław Leszczyński
- 1740 – inż. Jan Władysław Suchodolec zbudował system wodociągów miejskich
- 1758–1762 – okupacja Angerburga przez wojska rosyjskie
- 1807 – w zamku mieścił się szpital dla żołnierzy rosyjskich
- 1812/1813 – w mieście oddziały francuskie
- 1 września 1818 – powstał powiat Angerburg (powierzchnia 928 km²)
- 1820 – zostało założone seminarium nauczycielskie
- 1826 – powstał urząd pocztowy
- 1842 – pierwsza gazeta („Posłaniec nad Mamrami”)
- 1849 – założenie Sądu Rejonowego
- 1854 – Fryderyk Wilhelm IV Pruski inaugurował żeglugę mazurską
- 1855 – Angerburg do 1913 roku przestał być miastem garnizonowym
- 1856 – otwarcie Kanału Węgorzewskiego
- lata 60. XIX wieku – Carl Lehndorff-Steinort zaproponował władzom miejskim przeprowadzenie linii kolejowej Królewiec – Odessa (władze z obawy przed nowym wynalazkiem rezygnowały)
- 1860 – powstała urzędowa gazeta „Angerburger Kreisblatt”
- 1865 – oświetlenie ulic lampami naftowymi

### W Niemczech

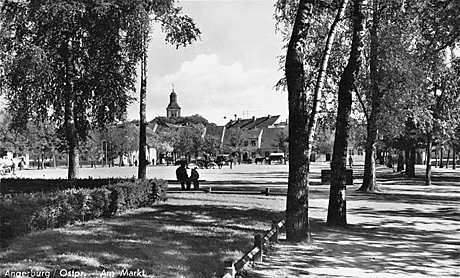
Rynek na starej widokówce

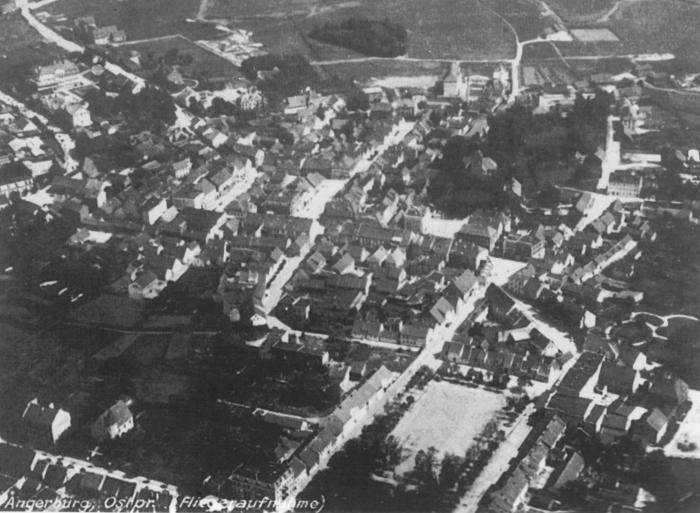
Przedwojenne Węgorzewo z lotu ptaka

- 1871 – zjednoczenie Niemiec – Angerburg w Cesarstwie Niemieckim
- 1880 – Hermann Braun założył zakłady opieki socjalnej „Bethesda”
- 1882 – założenie klubu sportowego TuSV Angerburg
- 1898 – budowa dworca kolejowego
- 15 sierpnia 1898 – otwarcie linii kolejowej do Gołdapi
- 31 sierpnia 1898 – otwarcie linii kolejowej do Królewca
- 1901 – założenie gazowni
- 1904/1905 – budowa nowych wodociągów
- 21 grudnia 1905 – otwarcie linii kolejowej do Giżycka
- 1 lipca 1907 – otwarcie linii kolejowej do Kętrzyna
- 1 lipca 1914 – otwarcie linii kolejowej do Gąbina
- 23 sierpnia – 10 września 1914 – krótka rosyjska okupacja miasta
- 1919 – założenie sekcji piłki nożnej w TuSV Angerburg (istniała do 1927)
- 1925 – elektryfikacja miasta
- 1928 - założenie klubu piłkarskiego VfB angerburg
- 1929 – I Węgorzewski Tydzień Żeglarstwa Lodowego
- 1930/1931 – miasto otrzymało kanalizację
- 1935 – na jez. Święcajty odbyły się Mistrzostwa Niemiec i Europy w bojerach
- 1939 – Angerburg liczył 10922 mieszkańców
- 21 i 22 stycznia 1945 - ewakuacja ludności cywilnej
- 24 stycznia 1945 – do opustoszałego miasta wkroczyła Armia Czerwona (źródła z czasów PRL podają, że doszło do walk o miasto podczas których zginęło ok. 1500 żołnierzy radzieckich pochowanych na cmentarzu żołnierzy radzieckich[11]).
- marzec 1945 – zniszczenie około 80% zabudowy przez Armię Czerwoną

### Ponownie w Polsce

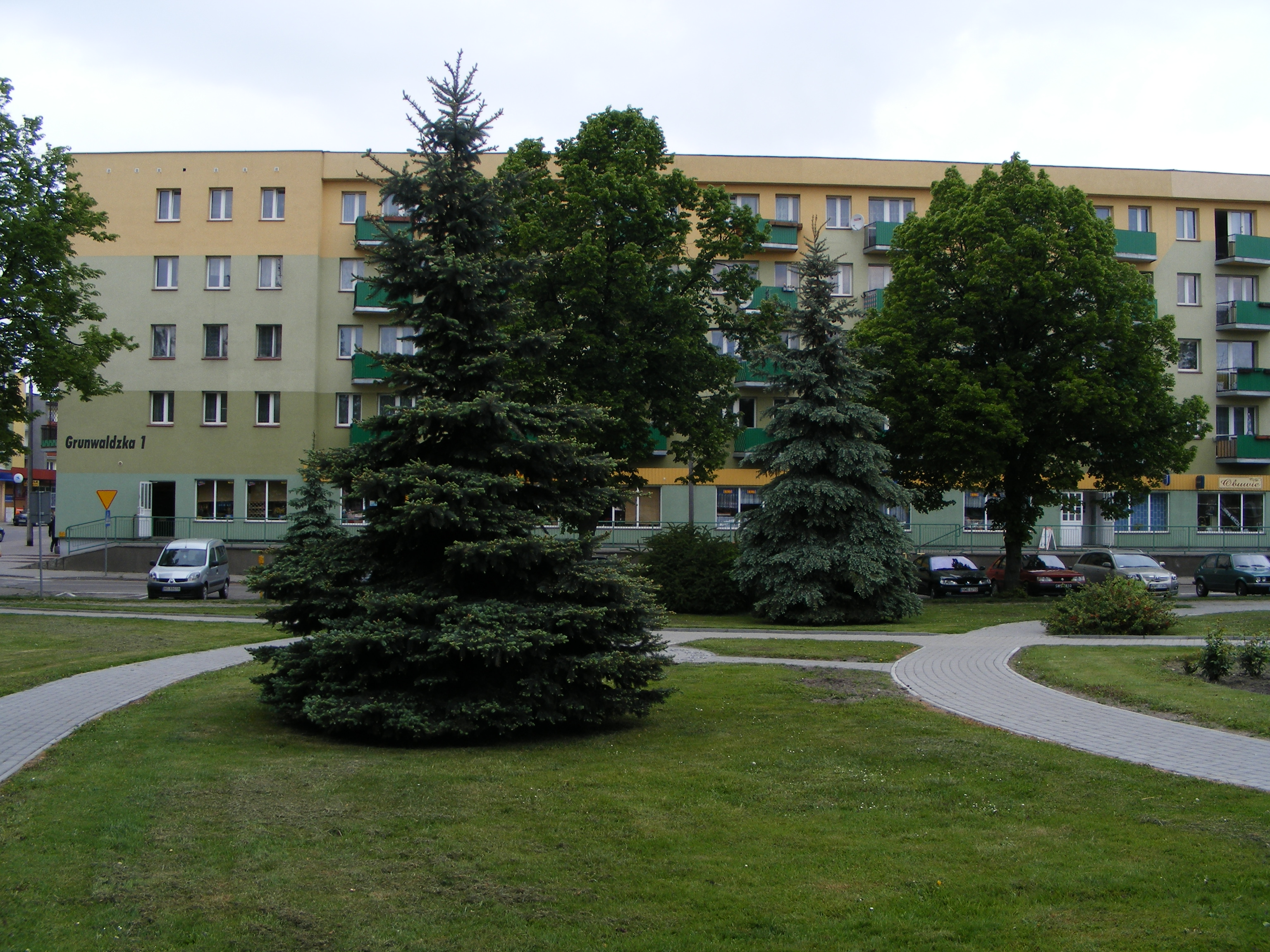
Skwer i blok przy ul. Grunwaldzkiej

- 7 kwietnia 1945 – do opustoszałego Węgorzewa przybywa grupa 13 osób, której powierzono zadanie zorganizowania władz powiatowych
- kwiecień 1945 – rozpoczęła działalność Powiatowa Komenda Milicji Obywatelskiej
- 23 maja 1945 – polscy urzędnicy przejęli zwierzchnictwo nad miastem, zmiana nazwy na Węgobork (przekazanie Polsce obiektów przemysłowych nastąpiło 15 sierpnia)
- wrzesień 1945 – powstaje Zarząd Powiatowy PSS "Społem"
- 1945 – zostaje otwarty szpital
- początek 1946 – powstaje Zarząd Powiatowy "Samopomoc Chłopska"
- 1946 – zostaje otwarty ośrodek zdrowia
- 1946 – Węgobork został przemianowany na Węgorzewo, 1184 mieszkańców
- 1946 – powstanie drużyny piłkarskiej przy Komendzie Powiatowej Milicji Obywatelskiej (protoplasta klubu Vęgoria Węgorzewo)
- 1947 – zostaje uruchomione kino
- 1948 – założenie biblioteki miejskiej (1950 – powiatowej, 1955 – połączenie obu bibliotek)
- 1949 – ponowne uruchomienie odbudowanej linii kolejowej do Kętrzyna
- 1955 – założenie Powiatowego Domu Kultury
- 1955 – powstaje baza PKS
- 1955 – uruchomienie gazowni
- 1959 – zakończenie odgruzowywania miasta (wiele przedwojennych budynków nadających się do odbudowy rozebrano, wysyłając cegły na odbudowę Warszawy, do połowy lat 70. historyczne śródmieście było niezabudowane)
- 1966 – założenie ogniska muzycznego
- 1975 – Węgorzewo wskutek reformy administracyjnej, straciło status miasta powiatowego i przeszło do województwa suwalskiego
- 1999 – kolejna reforma administracyjna – Węgorzewo znalazło się w woj. warmińsko-mazurskim i powiecie giżyckim
- 1 stycznia 2002 – po 3 latach starań, powstał powiat węgorzewski (693 km²)